# Северинівський дуб
Севери́нівський дуб — ботанічна пам'ятка природи місцевого значення в Україні. Розташована на території Таращанської міської громади Білоцерківського району Київської області, в селі Северинівка.
Площа — 0,02 га. Статус присвоєно згідно з рішенням облради від 25.07.2019 року № 600-29-VII. Перебуває у віданні: Северинівська сільська рада.

## Галерея

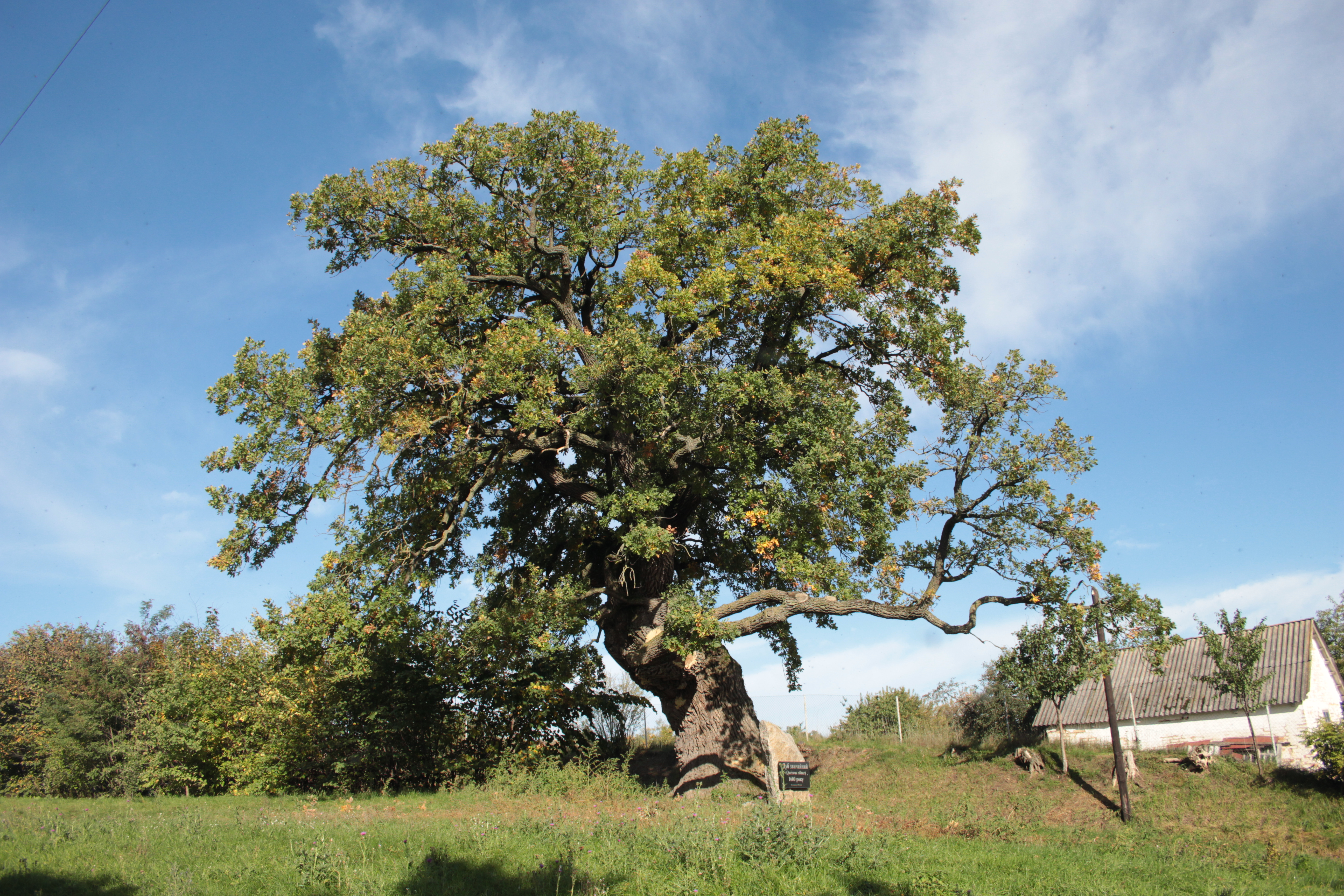
Северинівський дуб